# 開聞町
開聞町（かいもんちょう）は、鹿児島県薩摩半島の南部にあった町で、揖宿郡に属する。1951年（昭和26年）に頴娃町から分立し開聞村として設置され、1955年（昭和30年）に利永村の一部を編入するとともに町制施行し開聞町となった。
2006年1月1日、指宿市・山川町と合併して新たに指宿市となり、自治体としては消滅した。

## 地理
薩摩半島の南端に位置する。町域の南側は深田久弥の日本百名山に選ばれている標高924mの山、開聞岳である。また、北側には池田湖がある。

### 大字
開聞町には1951年に頴娃町から分割された時点で大字仙田及び大字十町の2大字から構成されており、1955年（昭和30年）に利永村の一部を編入しその区域から大字上野を設置し、1956年（昭和31年）には大字仙田の一部から大字川尻が設置された。新設合併前の2005年時点では仙田・十町・上野・川尻の4大字から構成されていた。
これらの大字は現在の指宿市開聞仙田・開聞十町・開聞上野・開聞川尻にあたる。

## 歴史

### 分村以前
- 1889年4月1日 町村制が施行されたのに伴い以下の2村が成立。
  - 頴娃村 ← 別府村、上別府村、御領村、郡村、牧之内村、仙田村、十町村
  - 今和泉村 ← 岩本村、小牧村、新西方村、池田村、利永村
- 1948年9月1日 今和泉村のうち大字利永の区域が分離し利永村が成立。
- 1950年8月1日 頴娃村が町制施行し頴娃町となる。
- 1951年
  - 2月10日 頴娃町議会に分村請願書が提出される[4]。頴娃町議会に「分村特別委員会」を設置[5]。
  - 6月9日 頴娃町議会において「頴娃町の境界変更並に開聞村設置」について表決が行われ、投票を行った議長を除く出席議員28名中賛成16票、反対12票という結果となり、分村が議決される[6]。
  - 9月21日 鹿児島県告示第68号により同年10月1日に開聞村を設置する旨告示される[7]。

### 開聞町成立後
- 1951年10月1日 頴娃町のうち大字仙田、大字十町の区域を分離し、開聞村が発足[1]。村長については地方自治法施行令第1条の2の規定により村長選挙が行われるまでの間頴娃町長が兼任した[7]。
- 1955年4月1日 利永村のうち上野地区を編入し、同時に開聞村が町制施行。開聞町となる。
- 2006年1月1日 指宿市・山川町と新設合併し、指宿市となる[8]。

## 行政

### 町長
- 町長：福岡亮一

以下の町長の一覧は、1994年（平成6年）発刊の「開聞町郷土誌改訂版」の記載の通りである。
| 代 | 氏名                       | 就任年月                 | 退任年月                                      |
| -- | -------------------------- | ------------------------ | --------------------------------------------- |
| -  | 栫井 栄吉 （頴娃町長兼任） | 1951年（昭和26年）4月1日 | 1951年（昭和26年）11月                        |
| 1  | 宮薗 栄治                  | 1951年（昭和26年）11月   | 1952年（昭和27年）6月                         |
| 2  | 日高 萬里彦                | 1952年（昭和27年）7月    | 1956年（昭和31年）7月                         |
| 3  | 神村 武助                  | 1956年（昭和31年）7月    | 1964年（昭和39年）7月                         |
| 4  | 吉永 泰治                  | 1964年（昭和39年）7月    | 1968年（昭和43年）7月                         |
| 5  | 井上 廣則                  | 1968年（昭和43年）7月    | 1976年（昭和51年）7月                         |
| 6  | 尾立 源善                  | 1976年（昭和51年）7月    | 1988年（昭和63年）7月                         |
| 7  | 尾之江 盛雄                | 1988年（昭和63年）7月    | 1989年（平成元年）5月                         |
| 8  | 松山 廣信                  | 1989年（平成元年）6月    | 不明                                          |
| 9  | 福岡 亮一                  | 不明                     | 2005年（平成17年）12月 （新設合併による失職） |

## 地域

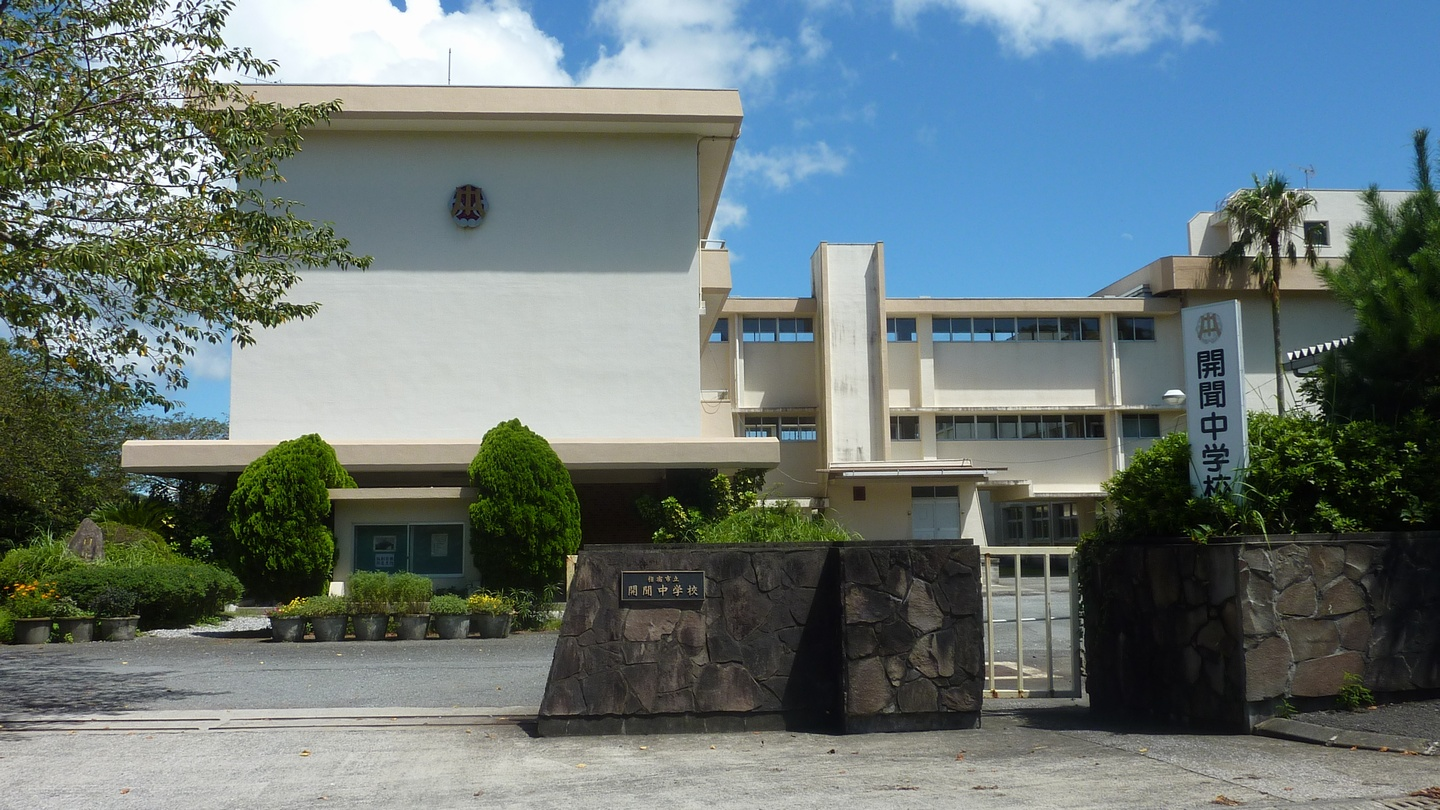
開聞中学校

### 教育
中学校
- 開聞町立開聞中学校

小学校
- 開聞町立開聞小学校
- 開聞町立川尻小学校

## 交通
最寄り空港は鹿児島空港。

### 鉄道
- 九州旅客鉄道（JR九州）
  - 指宿枕崎線
    - 薩摩川尻駅 - 東開聞駅 - 開聞駅 - 入野駅

中心駅は開聞駅。

### バス路線
一般路線バス
- 鹿児島交通

### 道路
有料道路の最寄りインターチェンジは指宿スカイライン頴娃インターチェンジ。
一般国道
- 国道226号

主要地方道
- 鹿児島県道28号岩本開聞線

## 名所・旧跡・観光スポット・祭事・催事

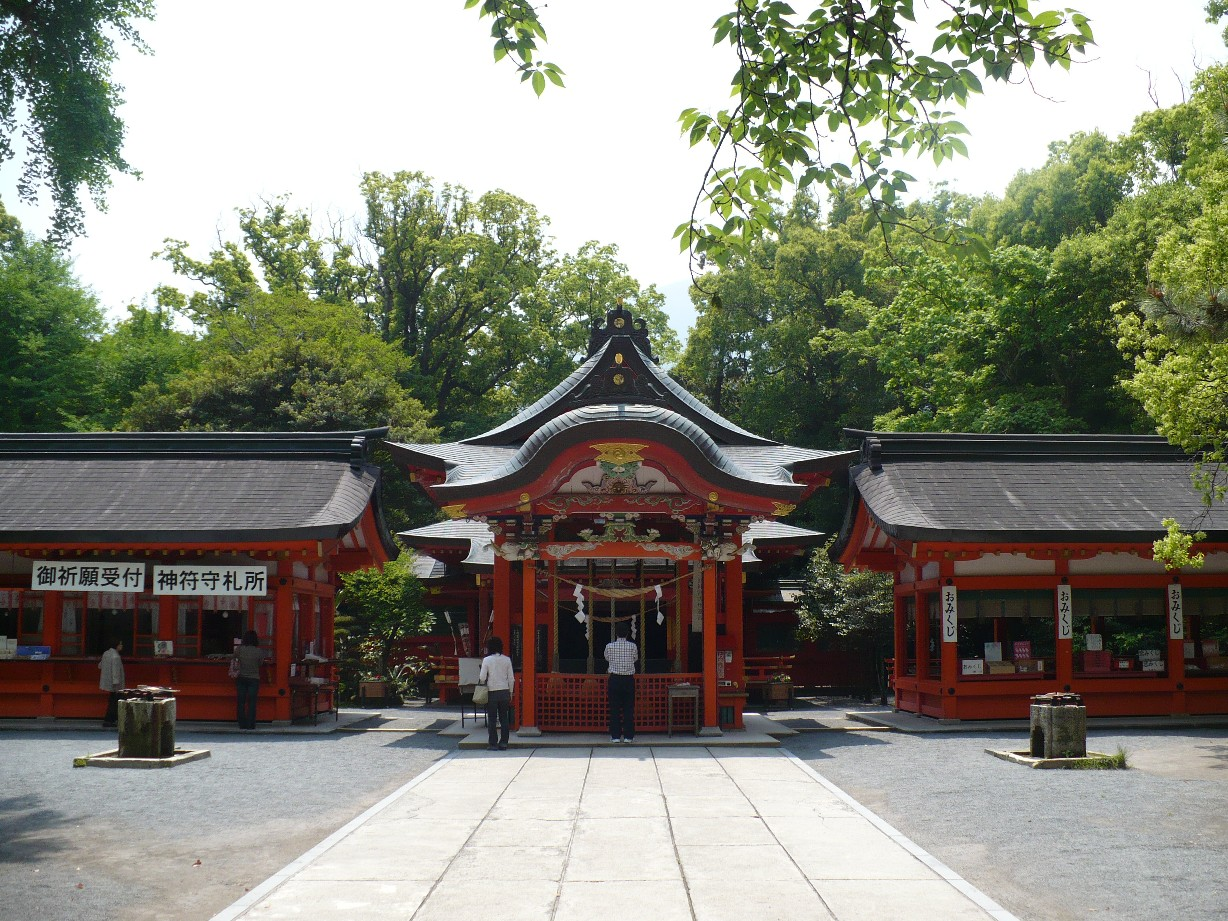
枚聞神社

- 枚聞神社（別表神社指定）
- 開聞山麓自然公園
- 開聞町夏まつり - 8月。
- 唐船峡（そうめん流し）
回転式そうめん流し機の発祥の地は開聞町。唐船峡は年間20万人が訪れるそうめん流しの聖地的場所。湧水と緑に恵まれた深い渓谷は夏でもかなり涼しく、マイナスイオンに満ちている。水も綺麗で、平成20年度には環境省の「平成の名水百選」に認定されている。そうめん流しといえば竹樋が一般的だが、当時揖宿郡開聞町の助役だった井上廣則（後に町長）が水圧を利用した回転式そうめん流し器を考案し、その後、特許権を同町に譲渡したという。